# Eva Dorrepaal
Eva Dorrepaal (Leiden, 17 oktober 1970) is een Nederlandse actrice. Ze was enige tijd de muze van regisseur Edwin Brienen en was in dertien van zijn (korte) films te zien.

## Leven
Dorrepaal begon haar acteercarrière onder de vleugels van minimalmovie-regisseur Pim de la Parra. In het voormalige Joegoslavië speelde ze bij Ljubiša Ristić's KPGT theater en reisde ze met hen door Kosovo. Ze speelde hoofdrollen in verschillende films van Edwin Brienen. In 2010 was ze met de Amerikaanse actrice Chloë Sevigny te zien in Jonathan Caouette's All Flowers in Time. De film ging in première tijdens het Cannes Film Festival in 2011.

## Filmografie (selectie)
- 2011: Walk Away Renee - Regie: Jonathan Caouette
- 2011: One Way to Drown (kortfilm)
- 2010: All Flowers in Time (kortfilm) - Regie: Jonathan Caouette
- 2010: Exploitation - Regie: Edwin Brienen
- 2009: Revision - Apocalypse II - Regie: Edwin Brienen
- 2009: Phantom Party - Regie: Edwin Brienen
- 2009: Pre-Paradise - Regie: Jorge Torres-Torres
- 2007: I'd Like to Die a Thousand Times - Regie: Edwin Brienen
- 2006: Last Performance - Regie: Edwin Brienen
- 2006: Edwin Brienen's Hysteria - Regie: Edwin Brienen
- 2005: Warum Ulli sich am Weihnachtsabend umbringen wollte - Regie: Edwin Brienen
- 2004: Revivify (kortfilm)
- 2003: Lebenspornografie - Regie: Edwin Brienen
- 2001: The Pizza Boy (kortfilm)
- 2001: Terrorama! - Regie: Edwin Brienen
- 1996: Dream of a Shadow - Regie: Pim de la Parra
- 1995: Round of Prisoners - Regie: Pim de la Parra
- 1993: Dagboek van een zwakke yogi - Regie: Pim de la Parra